# Бригадейро
Бригайдейро, бріґадейру (brigadeiro МФА: [bɾiga'dejɾu]) — традиційний бразильський десерт. Походження десерту невідоме, але за найпоширенішою версією його створила кондитерка з Ріо-де-Жанейро Елоїза Набуко де Олівейра для кампанії Едуарду Гоміша на виборах в президенти. Десерт виготовляють зі згущеного молока, какао-порошку, вершкового масла та прикрашають шоколадною посипкою.
Це популярний кондитерський виріб у всій країні, особливо для святкових заходів. Brigadeiros зазвичай готуються вдома, а також їх можна знайти в пекарнях і закусочних. Виглядають вони зазвичай як маленькі кульки, як вкривають шоколадною посипкою та поміщають у невелику форму для кексів. Суміш також можна вилити в невелику ємність і їсти ложкою, тоді це називають brigadeiro de colher (буквально «ложкове бригадейро»). Завдяки міграції бразильців бригадейро зараз можна знайти в різних країнах.
В останні роки з'явилися варіації смаку та покриття brigadeiros замість традиційного шоколаду. Ці варіації смаків і легке маніпулювання оригінальним десертом привели до появи різних рецептів, таких як тістечка, торти, морозиво чи навіть хліб.

## Історія
Походження назви «brigadeiro» пов'язане з президентською кампанією бригадного генерала Едуарду Гоміша, кандидата від партії UDN на пост Президента Республіки в 1946 році. Елоїза Набуко де Олівейра належала до традиційної родини каріок, які підтримали кандидатуру бригадира, вона створила новий кондитерський виріб і назвала його на честь кандидата. Десерт doce do brigadeiro (букв. «бригадирські солодощі») став популярним, і назву згодом скоротили до просто «brigadeiro». Жінки того часу продавали бригадейро на підтримку кандидата в президенти, оскільки це були перші національні вибори, на яких жінки мали змогу голосувати.
Попри отриману підтримку, Едуарду Гоміш зазнав поразки, а вибори виграв тодішній генерал Еуріку Гаспар Дутра.
На півдні Бразилії бригадейро найчастіше відомі як negrinhos, і один дослідник простежив його походження до 1920-х років, коли в Бразилії почали продавати згущене молоко Nestlé.

## Галерея

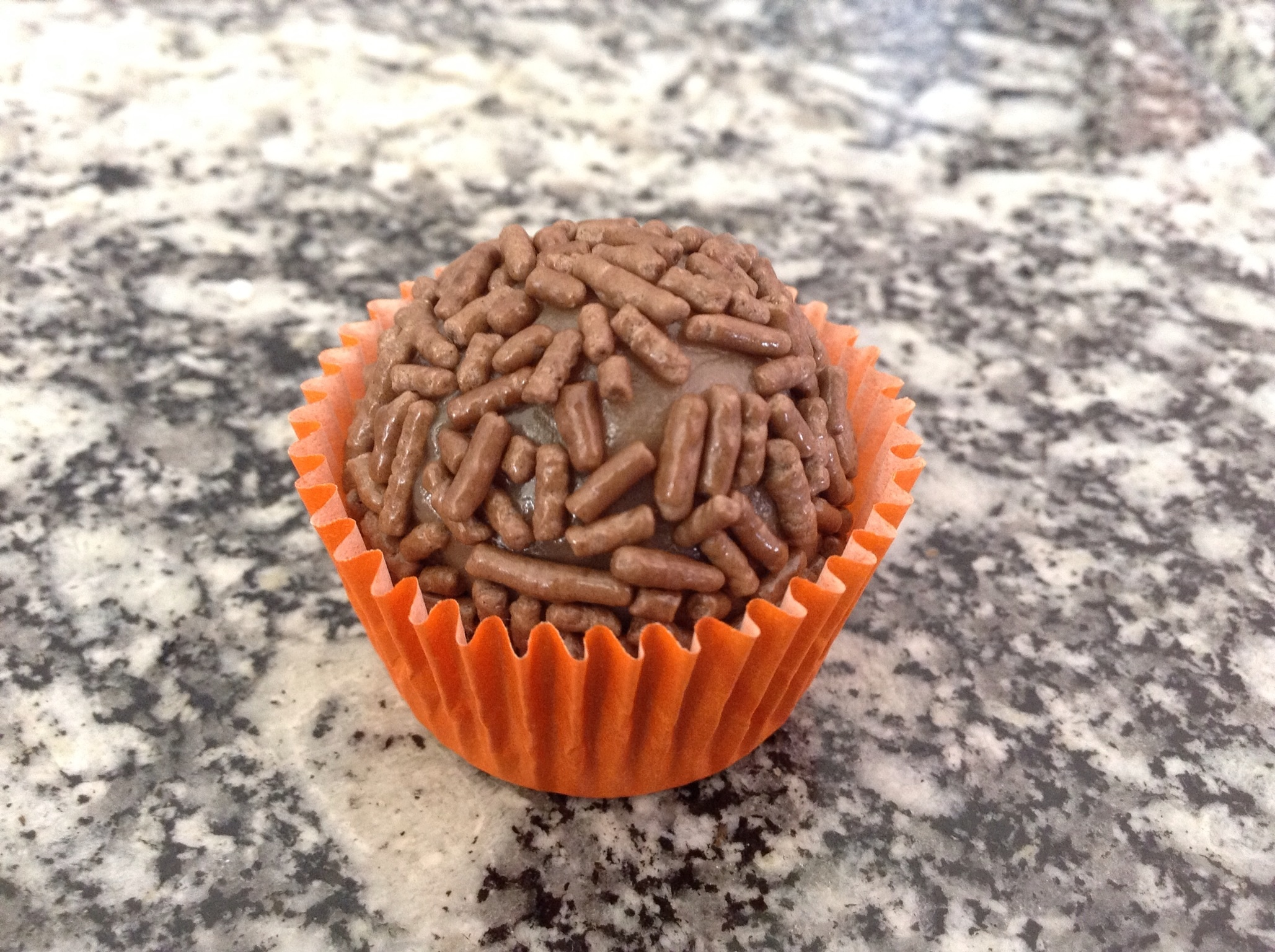
Звичайний шоколадний бригадейро
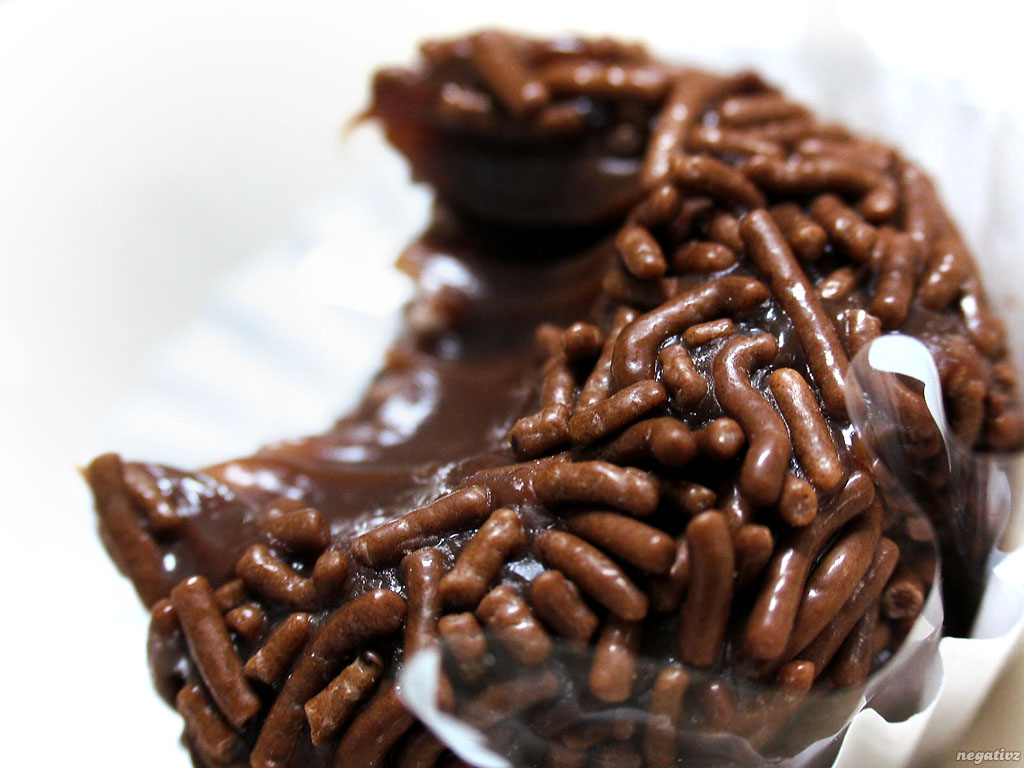
Збільшений план покусаного бригадейро
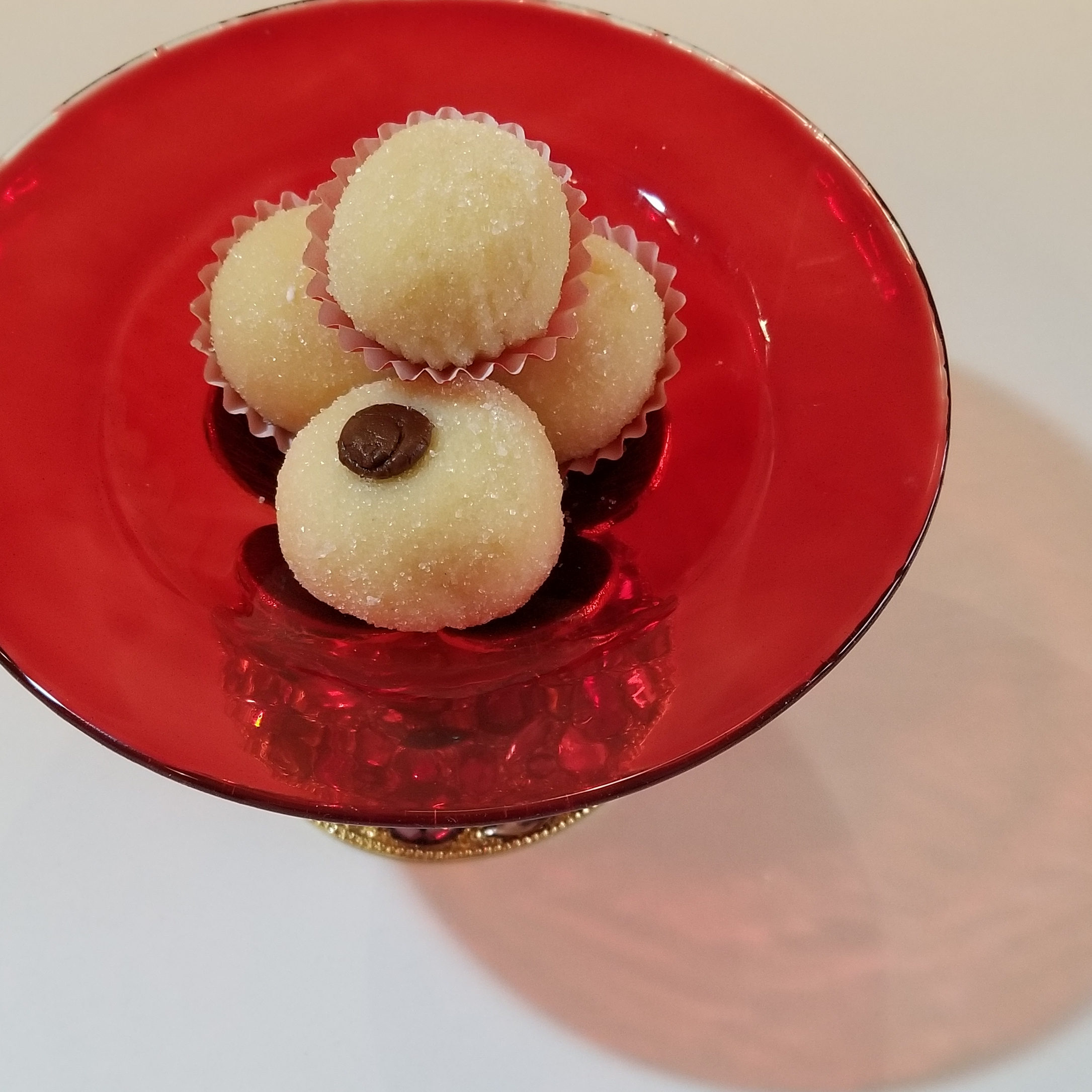
Бригадейрос з білого шоколаду
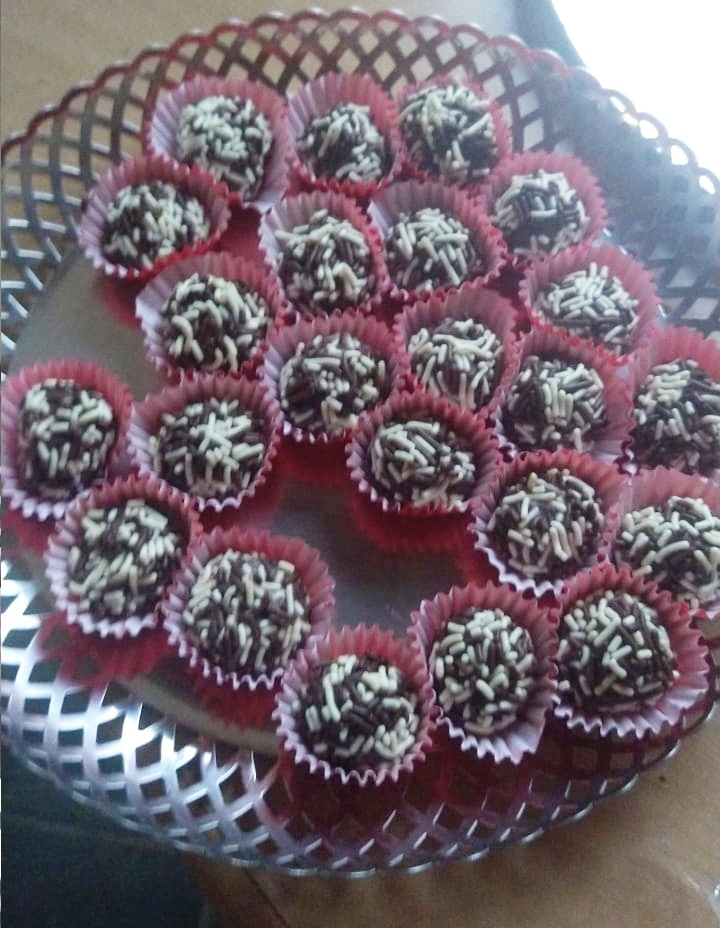
Brigadeiros з кількома посипаннями з різними смаками
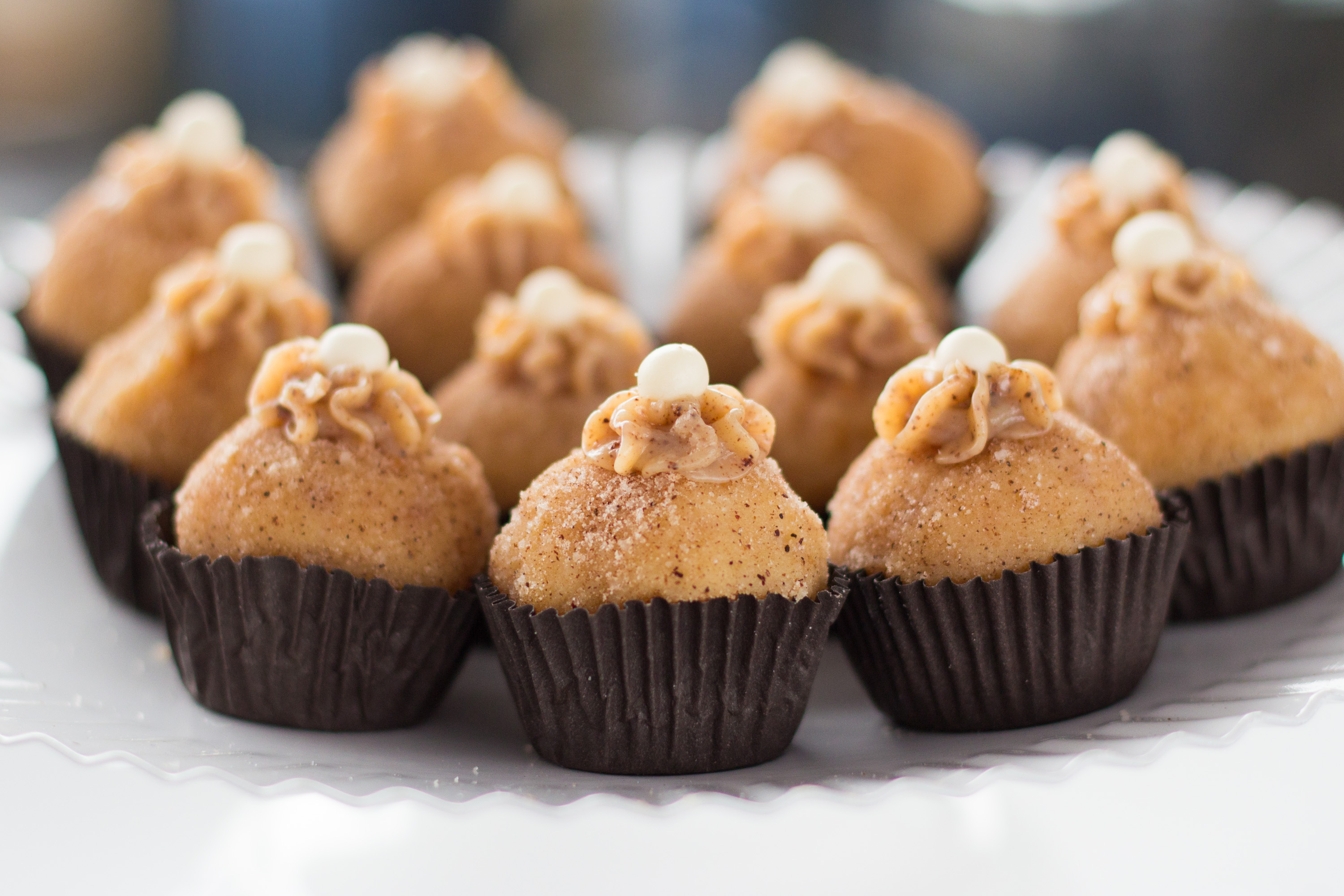
Бананові бригадейрос
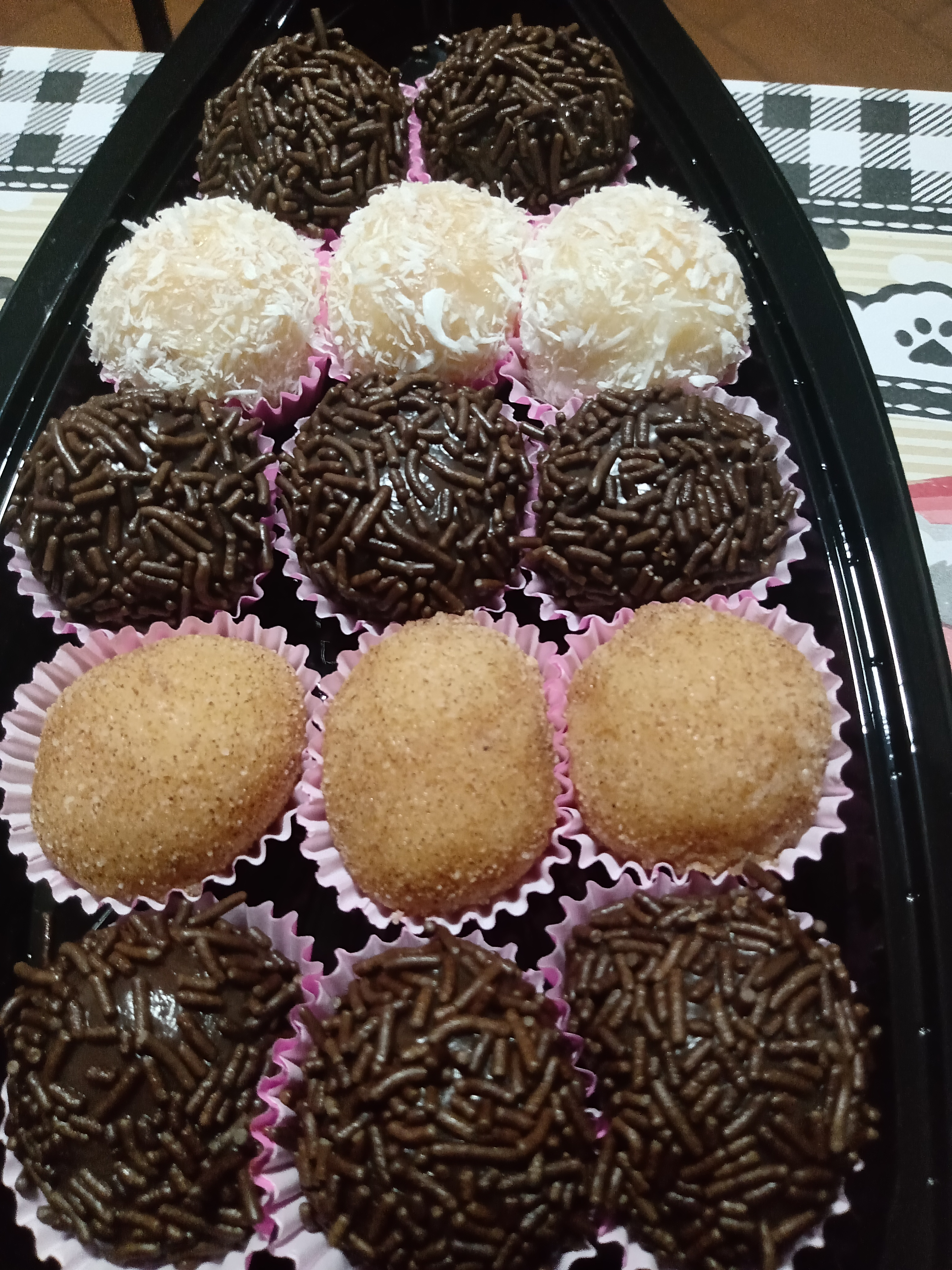
Різноманітність смаків brigadeiro